# The Mabuses

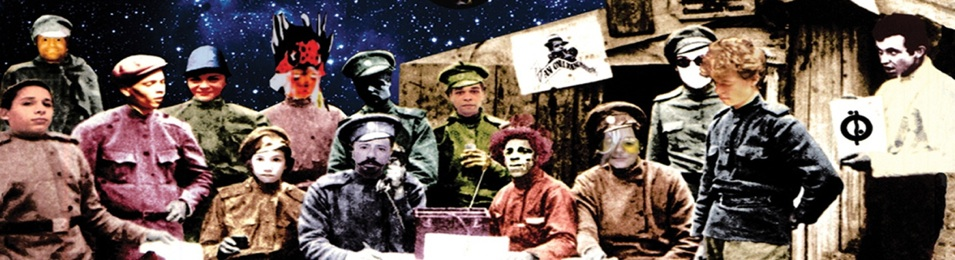
The Mabuses.

The Mabuses est un groupe formé à Londres en 1991 et qui a sorti trois albums tous encensés par la critique. Conduits par l'énigmatique Kim Fahy, The Mabuses propose une musique mêlant des sensibilités pop avec des intérêts plus ésotériques pour le cinéma ou la littérature. Le nom Mabuses est un hommage à la trilogie cinématographique de Fritz Lang mettant en scène un maître du crime, le Dr. Mabuse. Tant les paroles que la musique peuvent être décrits comme un « psychédélisme » moderne.
La pop de The Mabuses est idéaliste, cisaillée selon la croyance que la forme doit séduire, dérouter et troubler plutôt que fournir un format prêt à être assimilé. L'apport rythmique/mélodique de Fahy est enraciné dans le courant Britpop, typique de l'état d'esprit psychédélique de 1967, comme celui d'un Syd Barrett des Pink Floyd ou de Soft Machine.

## Discographie
- 1993: Mabuses (Shimmy Disc)
- 1994: Melbourne Method (Rough Trade Records)
- 2007: Mabused! (Magpie Records)